# 西伯利亞皮草行
香港西伯利亞皮草行（正名西伯利亞皮草有限公司）是一間於香港開辦的皮草公司，於尖沙咀和中環設有門市。

## 歷史

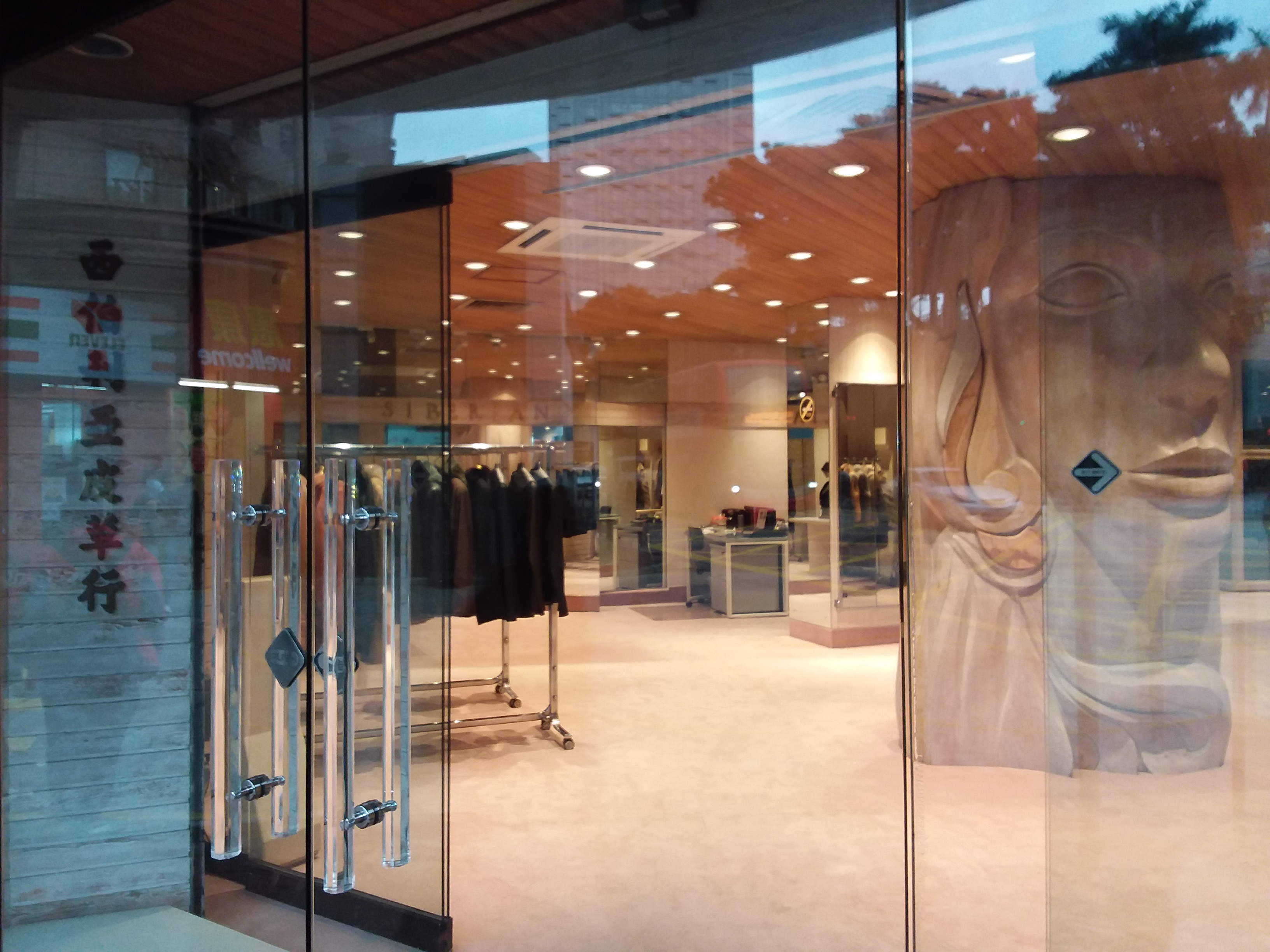
尖沙咀分行

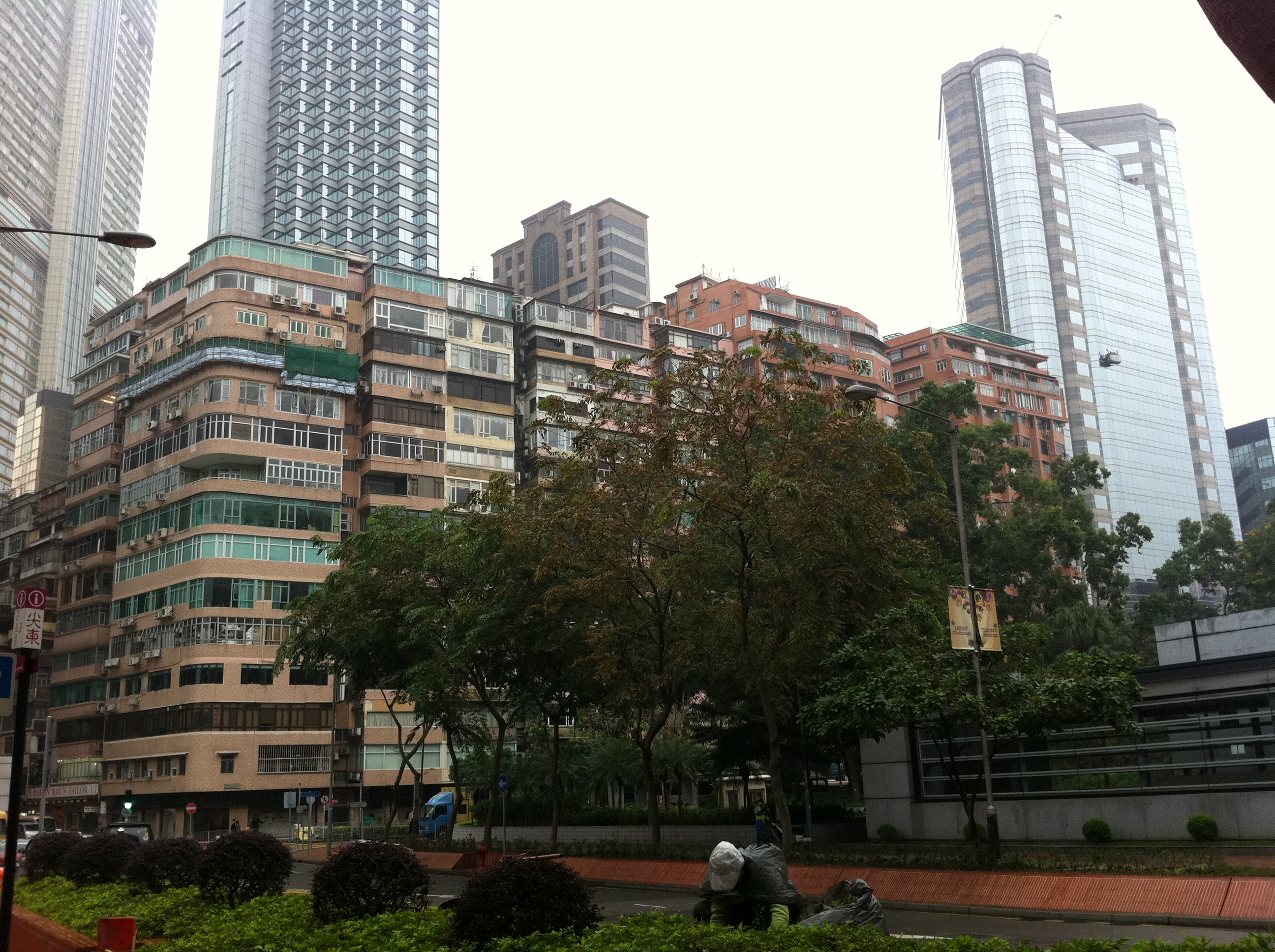
尖沙咀分行已屹立多年

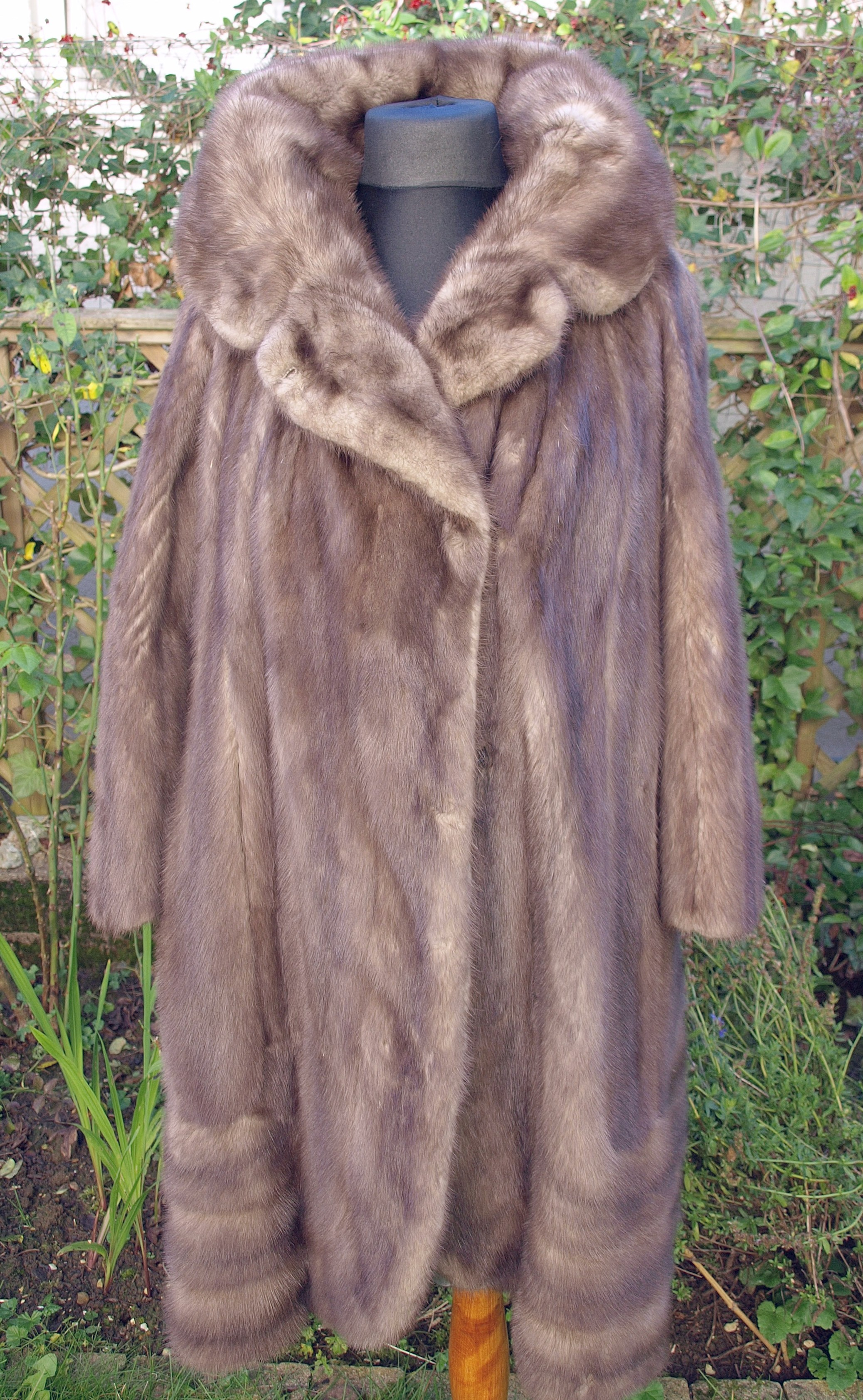
一件西伯利亞皮草行出品的皮草

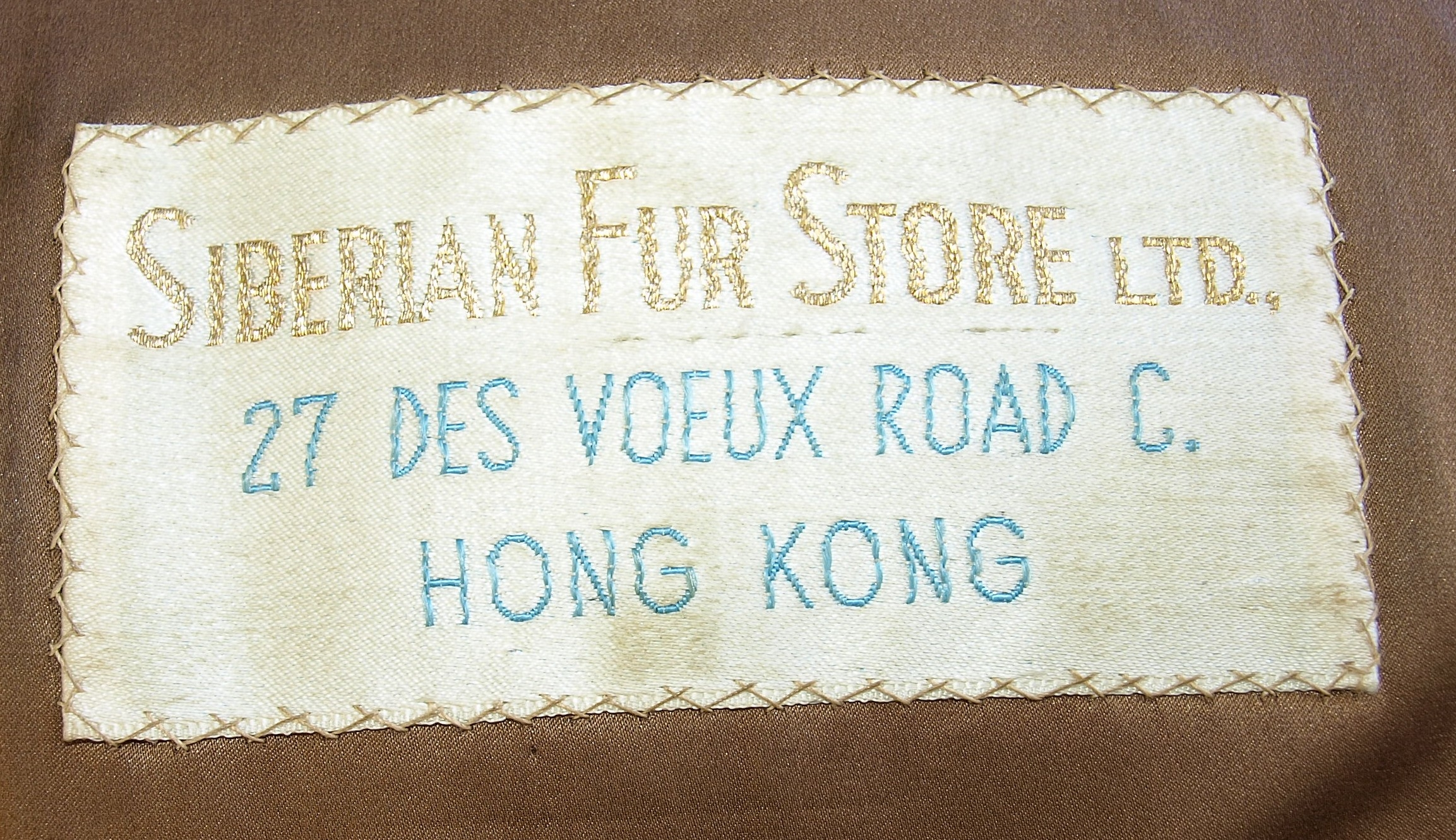
該件皮草是1960年代之前的出品

### 西伯利亞皮草行
1925年，俄羅斯猶太人格力哥利·基利班諾夫（Gregori Klebanov）於上海靜安寺路開辦西伯利亞皮草行（The Siberian Fur Store），是戰前上海其中一間最大型的皮草商。 這一地點出現在張愛玲小說色，戒中。

### 香港西伯利亞皮草行
出於浙江寧波顯赫家族的方新道，15歲時透過他叔叔陳楚良的關係，到上海加入西伯利亞皮草行做學徒，以三年的時間學習皮草、商務和英語知識。1935年，方新道與大哥方賢善向親友集資，帶同上海的皮草師傅到香港創辦西伯利亞皮草行。皮草行的門市最初設於尖沙咀山林道一間髮廊的旁邊，以吸引富裕階層婦女光顧。1938年，門市遷到彌敦道三層高洋房（美麗華酒店原址），當時皮草行已有30名員工。
1941年，日軍入侵香港，日軍在佔領九龍後曾到皮草行搜掠，幸好方新道已將貴價皮草藏匿於樓梯內，逃過一劫。戰後，方氏兄弟分道揚鑣，方新道的「香港西伯利亞皮草行」於中環德輔道中27號復業，而方賢善則另起爐灶「九龍西伯利亞皮草行」，門市位於彌敦道134號E。
由於香港的皮草價錢較歐洲便宜得多，於戰後吸引不少駐港英軍、韓戰和越戰期間停留香港的美國水兵購買。皮草行在海外各地設立分行或聯絡辦公室，其中以東京分行規模最大。皮草行曾於金巴利道68號設立工場，為從各地採購回港的皮草進行加工。港督葛量洪伉儷曾於1956年到工場參觀，葛量洪夫人與方氏熟稔，對皮草認識甚深。1960年代，皮草行於觀塘成業街6號開設皮草工廠。
1957年，皮草行位於金巴利道香檳大廈的九龍第一分行開張，並由港督葛量洪夫人剪綵。1958年，位於漆咸道南海景大廈的九龍第二分行開張。漆咸道南21號分店屹立尖沙咀多年，直到今天仍在營運，公司電話也沒有更改過，最為人記憶的是過往該店於櫥窗陳列的一對獅子標本。
皮草行中環總行所在的一列木造唐樓建於1910年代末，原業主為何甘棠，戰後易手。1958年，方新道購入全棟建築並計劃與旁邊地皮業主中國聯合銀行合作重建，但未能達成共識。1959年，皮草行兩旁的建築已在拆卸重建中，使其結構出現問題，同年方氏決定獨自重建德輔道中27號。因應中環總行重建，皮草行於1963年於香港希爾頓酒店設立分店。由於德輔道中29號地皮面積非常小，當時方氏特意聘請英國建築師進行設計，特別將樓梯以摺疊方式安裝，節省空間。樓高14層的西伯利亞皮草大廈於1967年落成，一至五樓由皮草行自用，其餘樓層出租。由於毛皮行樓面實在過於狹窄，遂與旁邊德輔道中33號中國聯合銀行大廈共用樓梯，在每層打通一度門，直到該大廈在2010年代重建為德輔道中33號後仍維持這個安排。1970年，方氏開設西伯利亞置業有限公司，在觀塘和土瓜灣發展物業。

### 九龍西伯利亞皮草行
方賢善開辦的九龍西伯利亞皮草行，除了尖沙咀的總行外亦在中環告羅士打行設有分行。1961年，彌敦道26號國賓酒店分店開張。1965年，因公司經營不善，積欠鋪租和貨賬，其彌敦道26號、172號和225號分店相繼被法庭頒令停業，公司資產由破產管理處接管。